# René Cardaliaguet
René Cardaliaguet ou Chanoine Cardaliaguet, né en 1875 à Quimper, mort en 1950 à Bohars, est un prêtre, vicaire à Ploudalmézeau, journaliste à la Chronique brestoise, rédacteur en chef du Courrier du Finistère durant la Seconde Guerre mondiale.

## Biographie
René Cardaliaguet fut directeur diocésain de la presse et rédacteur en chef du Courrier du Finistère ; c'était un anticommuniste viscéral, allant jusqu'à évoquer dans une fiction, "Les Trois contre Moscou" (1931), l'occupation de la France, y compris de la Bretagne, par les Soviets.
En 1942, il publie un ouvrage intitulé Quimper tragique, qui présente une image très négative de la politique, notamment religieuse, menée en Bretagne par la Révolution française. Cette publication lui sera reprochée à la Libération, notamment par le libraire et résistant quimpérois Adolphe Le Goaziou devenu président de la commission d'épuration du Finistère : « Le Courrier du Finistère fait bientôt l'objet d'une information judiciaire, “pour avoir fait publier ou imprimer […] des articles en faveur de l'ennemi, de la collaboration avec l'ennemi, du racisme ou des doctrines totalitaires, et ce dans l'intention de favoriser les entreprises de toute nature de l'ennemi” », selon les termes de l'ordonnance du 5 mai 1945. Trois chefs d'accusation se dégagent : pétainisme, antibolchévisme et antimaçonnisme. Mais finalement, l'affaire est classée sans suite. « Tout porte à croire, en effet, que c'est l'opposition résolue du rédacteur en chef du Courrier du Finistère aux menées séparatistes d'une partie du mouvement breton qui a contribué à relativiser la portée de son pétainisme avéré. » [citation nécessaire]
Il a aussi publié plusieurs autres ouvrages dont Le régicide brestois Claude Blad (1938 - Prix Montyon de l’Académie française), Cléder. Prêtres et paysans sous la Révolution (1939), Mgr Duparc, évêque de Quimper et Léon, 1857-1946, La Révolution à Brest. La vie religieuse (1941 - Prix d’Académie 1942 de l’Académie française), Saint Jean Discalcéat (1942).
Une notice biographique détaillée le concernant, mais qui est un véritable panégyrique, est disponible sur un site Internet. Une autre biographie, écrite par l'historien Yvon Tranvouez, lui est consacrée.